# Made in Heaven (canção)
"Made in Heaven" é o terceiro single do cantor Freddie Mercury, sendo seu quarto lançamento como artista solo. Originalmente lançada no álbum Mr. Bad Guy, projeto de estreia do cantor, a canção foi ligeiramente editada e distribuída em vinil, com o B-side "She Blows Hot and Cold". O single alcançou a posição de número 57 no UK Singles Chart.
Após a morte de Mercury, o título da canção tornou-se o título do último álbum do Queen, o póstumo Made in Heaven. A canção também foi escolhida, juntamente com "I Was Born to Love You", para ser retrabalhada para o álbum, com arranjos novos pelos membros remanescentes da banda, John Deacon, Brian May e Roger Taylor.
O clipe gravado pela canção foi dirigido por David Mallet.

## Ficha técnica
Versão original
- Freddie Mercury - vocais, piano, sintetizadores
- Fred Mandel - piano, sintetizadores, guitarra
- Paul Vincent - guitarra solo
- Curt Cress - bateria
- Stephan Wissnet - baixo, Fairlight CMI
- Mack - Fairlight CMI

Queen version
- Freddie Mercury - vocais, piano, teclado
- Brian May - guitarra
- John Deacon - baixo
- Roger Taylor - bateria